# Antoni Dąbczański
Antoni Dąbczański (ur. 12 czerwca 1806, zm. 1887) – polski prawnik, ziemianin, lwowski adwokat.
Urzędnik sądowy przy tzw. "Czarnym senacie" we Lwowie, brał udział w śledztwie i procesie Józefa Zaliwskiego w 1834 roku. W 1839 był protokolistą przy karnym sądzie w Stanisławowie, w 1841 roku nadliczbowym radcą przy sądzie kryminalnym w Samborze i równocześnie komisarzem więziennym. W 1843 roku pracuje przy Najwyższym Trybunale w Wiedniu, w 1847 radca sądu krajowego we Lwowie i równocześnie pomocniczy referent przy Galicyjskim Trybunale apelacyjnym. Jego willa na stokach Cytadeli we Lwowie była ogniskiem polskiego ruchu narodowego.
Pochowany na cmentarzu Łyczakowskim we Lwowie.